# Назаренко Володимир Афанасійович
Володимир Афанасійович Назаренко (1906, Берислав Херсонська область — 7 липня 1971) — командир роти 77-го стрілецького полку 80-й стрілецької дивізії 13-й армії Північно-Західного фронту, лейтенант.

## Біографія
Народився 1906 року в селі Берислав (нині місто в Херсонській області) в родині селян. Українець. Закінчив 6 класів та курси механізаторів. Працював трактористом.
В Червоній армії служив в 1928–1930 роках (строкова служба) та від 1939 року. Учасник Радянсько-фінської війни 1939–1940 років. Командир роти 77-го стрілецького полку лейтенант Володимир Назаренко в бою на Карельському перешийку відбив кілька атак супротивника; 4 березня 1940 року в критичний момент бою підняв бійців у контратаку та отримав перемогу. Був поранений, потрапив в оточення, але вийшов з кільця.
Наказом Президії Верховної Ради СРСР від 7 квітня 1940 року «за взірцеве виконання бойових завдань командування на фронті боротьби з фінською білогвардійськістю та проявлені при цьому відвагу та геройство» лейтенантові Назаренко Володимиру Афанасійовичу надано звання Герой Радянського Союзу з нагородженням орденом Леніна та медаллю «Золота Зірка».
Працював у райкомі партії в Бериславі, по тому — в райвиконкомі. Помер 7 липня 1971 року. Похований в Херсоні.
Нагороджений орденом Леніна, медалями. В місті Новоросійськ Краснодарського краю на будівлі школи, в якій вчився Володимир Назаренко, встановлено меморіальну дошку.